# Леопольд Козловський
Леопольд Козловський-Кляйнман, ідиш. לעאָפּאָלד קאָזלאָװסקי -קלײַנמאַן (народився 26 листопада 1918 р. У Перемишлянах, помер 12 березня 2019 р. У Кракові) — польський піаніст, композитор, диригент. Останній представник довоєнного клезмеру в Польщі, відомий як останній клезмер Галичини.

## Біографія
Народився в єврейській родині 26 листопада 1918 р. Його батько Герш (Герман) Клейнман і одинадцять братів були музикантами, які до війни виступали в сімейній клезмерській капелі братів Клейнман (коли Перемишляни увійшли до складу радянської України клезмерська капела була перетворена в естрадний оркестр). Його мати Міріам Секлер була домогосподаркою. Леопольд був старшою дитиною в сім'ї і почав виступати в капелі в шестирічному віці - спочатку на цимбалах, потім на акордеоні та фортепіано. У 1938 році разом з братом організував гімназійний ансамбль «Amor-Jazz». У 1941 році закінчив Львівську консерваторію по класу фортепіано професора Тадеуша Майєрського (починав навчання по класу Леопольда Мюнцера) і після війни диригентське відділення Краківської музичної академії. У 1940-1941 роках працював керівником музичного колективу при місцевій середній школі в Перемишлянах.
Він був онуком Пейсаха Брандвейна, який разом з десятками синів, які займаються музикою, заснували найвідоміший у Галичині клезмерський гурт. Усі вони мали професійну музичну освіту. Група братів Брандвейн навіть грала з маршалом Юзефом Пілсудським та при дворі імператора Франца Йосифа. Один з дядьків Леопольда Козловського - кларнетист Нафтуле Брандвейн — вважався в Америці «королем» клезмерської музики.
З початком військових дій його батько зі старшими синами бігли з Червоною Армією, яка відступала, але виявилися на окупованій німцями території в районі Жмеринки і були змушені повернутися до Перемишлян. 5 листопада 1941 було створено Перемишлянське гетто, куди була ув'язнена вся сім'я Козловського. В гетто його з двома братами змусили займатися похованням розстріляних. Звідти їх перевели в табір в Якторові, де вони грали в супроводжуючому страти в'язнів і вечірки охоронців оркестрі, а згодом в пов'язаний з ним табір в Куровичі, звідки їм вдалося втекти в 1943 році перед останньою акцією ліквідації табору. Його батьки були розстріляні разом з іншим єврейським населенням в місті. Разом з братом приєднався до єврейського партизанського загону Буни (Абрама) Баума, який пізніше увійшов в 10-й підрозділ 40-го полку Армії Крайової, де він служив в розвідувальній групі. 10 квітня 1944 року разом з двома братами брав участь в боях проти дивізії СС «Галичина» в районі Ганачова, де один з його братів загинув. У звільненому Червоною Армією Львові вступив до Народне Військо Польське, служив в медсанбаті, з яким дійшов до Берліна; заснував фронтовий музично-драматичний театр 6-ї дивізії з семи артистів. Дослужився до полковника, в 1968 році в розпал антисіоністської кампанії В. Гомулки в числі всіх офіцерів єврейського походження був звільнений в запас. Після погрому в Кельцях 1946 році змінив прізвище на Козловський.

### Музична біографія
Протягом двох десятиліть з 1971 року був музичним директором Варшавського державного єврейського театру (писав музику до вистав цього театру) і одночасно Варшавського музичного театру «Рома» (до 1990 року Варшавський театр оперети), ансамблю народної пісні і танцю «Rzeszowiacy» в Мелеці, був консультантом ансамблю грецької музики «Hellen» і циганського ансамблю (Cygański Zespół Pieśni I Tańca «Roma») в Познані, з яким як музичний керівник і диригент записав альбом «Gypsy Night». З 1989 року постійно виступав як піаніст в ресторанах Казімєжа. У 1988 році диригував Оркестром польського радіо і телебачення на першому фестивалі єврейської пісні в Кракові, а в 1992 році - виступив як піаніст на першому фестивалі клезмерської музики в Кракові. Ці виступи стали початком відродження клезмерської музики в Польщі. Як єдиний залишився в Польщі виконавець клезмерської музики довоєнного покоління отримав прізвисько «Останній клезмер» (пол. Ostatni klezmer). Був головою журі щорічного конкурсу єврейської пісні в Польщі.
Написав значну кількість єврейських пісень на вірші сучасних і класичних поетів на ідиші та інструментальних клезмерських композицій, займався також обробками естрадного єврейського репертуару. Для більш ніж двадцятирічних спільних виступів з Яцеком Циганом створив ряд пісень на його вірші (у 2009 році вийшла книга Яцека Цигана «Клезмер. Історія життя Леопольда Козловського-Клейнман»; переклад німецькою мовою вийшов в 2012 році). Він багато разів виступав у Європі, США, Канаді, Радянському Союзі та Ізраїлі. Виступав з концертами до кінця 2018 року.
Автор музики до кінофільмів «Austeria» (Золотий Лев Польського кінофестивалю в Гданську, режисер Єжи Кавалерович, 1983), «І скрипки замовкли» (режисер Александр Рамати, 1988), «Скрипка Ротшильда» (Skrzypce Rotszylda, режисер Александр Рамати, 1988), і до документальних стрічок «Час посла» (2003) і «Інше життя» (2008), телевізійного фільму «Пісня про убитому єврейському народі» (режисери Шимон Шурмий і Голда Тенцер, 1993); був консультантом по єврейської музики у фільмі «Список Шиндлера» (режисер Стівен Спілберг, 1993), серіалі «The Winds of War» (вихори війни, режисер Ден Кертіс, 1983) - в останньому також диригував циганським ансамблем, і кінокомедії «Не бреши, мила» (режисер Петро Вересняк, 2008); автор циганського музичного супроводу картини Єжи Сколімовського «Весняні води», де також виступив диригентом циганського ансамблю. Створив шість музичних версій до польської постановці мюзиклу «Скрипаль на даху» на ідиші і польською мовою, який йшов на багатьох майданчиках країни, в тому числі в Краківській опері і Музичному театрі в Гдині (однойменний телевізійний фільм, в якому Л. Козловський виступив як диригент, вийшов в 1979 році, а грамплатівка в 1987 році). Як піаніст брав участь у фільмі «Кабаре смерті» (режисер Анжей Целінські, 1961).

#### Фільмографія
У 2002 році випустив подвійний альбом єврейських пісень та інструментальних клезмерських композицій «Leopold Koslowski: The Last Klezmer of Galicia, Jewish songs» (останній клезмер Галичині), записаний з артистами Варшавського музичного театру «Рома» і отримав в Польщі сертифікацію золотого; в 2016 році вийшов подвійний альбом його нових єврейських пісень «Memento Moritz» (Leopold Kozłowski i przyjaciele Live). Про нього були зняті два документальні фільми - «The Last Klezmer» в США (останній клезмер, режисер Єль Стром, 1994), який увійшов в шорт-лист кінопремії «Оскар», і «Ostatni klezmer» в Польщі (останній клезмер, режисер Януш Маєвський 2017), а також сюжет у французькій документальній стрічці «Casting» (режисер Емануель Фінкель, 2000). Взяв участь в музичному телефільмі Іцхака Перлмана «In The Fiddler's House» (премія Еммі за кращу музичну телепрограму, 1995).
Написав пісні і композиції для художніх фільмів «Червоні берети» ( «Марш десантників», режисер Павло Коморовський, 1962), «Варшава. Рік 5703»(режисер Януш Кійовський, 1992),«Туристичний паспорт»(І без вас нудно, режисер Голда Тенцер, 1998), документальної стрічки «У себе»(режисер Агнешка Арнольд, 2018), музичного телефільму «Miasteczko Bełz»(також диригент оркестру, режисер Барбара Борис-Дамечка, 1987). Знявся в епізодичних ролях у фільмах «Війна і любов» (режисер Моше Мізрахі, 1985), «Список Шиндлера» (роль інвестора Анджея Фарбера), «Два місяці» (режисер Анджей Баранскі, 1993), «На дорозі» (режисер Емануель Фінкель , 1999).
- 2014: Kabaret śmierci
- 1999: Voyages (Podróże) – pianista Dav Rosinski
- 1993: Dwa księżyce – Żyd w bożnicy
- 1993: Lista Schindlera – inwestor Andrzej Farber
- 1985: War and Love (Wojna i miłość) – lider zespołu

#### Нагороди
Почесний громадянин Кракова (2014 року) і Хмільника (за створену ним «Хмельницьку рапсодію», 2011). Нагороджений золотою медаллю «За заслуги в культурі Gloria Artis» (за видатні заслуги в галузі культури без попереднього нагородження бронзовою і срібною медалями, 2008), військовими нагородами.
У 2002 році в синагозі Темпель відбувся концерт під назвою «Ізюм з мигдалем» у виконанні збільшеного складу ансамблю Леопольда Козловського. Концерт був записаний Польським телебаченням і багато разів транслювався ним. Також у 2002 році артисти під керівництвом Леопольда Козловського записали подвійний альбом (польською та ідиш) під назвою Леопольд Козловський. Останній клезмер Галичини. Він отримав статус золотого рекорду.
У 2008 році він був нагороджений Золотою медаллю за заслуги перед культурою - Gloria Artis.
28 травня 2014 року мистецька спільнота та мешканці Кракова присвоїли художнику титул: «Почесний громадянин столиці королівської столиці Кракова».
Виступав із співаками: Мартою Бізонь, Катажиною Ямроз, Камілою Клімчак, Ренатою Сверчинською, Катажиною Зеліньською, Анджеєм Рогом та скрипалькою Галиною Ярчик. Разом з ними він брав участь у всіх виданнях фестивалю єврейської культури в Кракові, особливо в концерті єврейських пісень та пісень, що є вінцем кожного 14-денного фестивалю. Художник також співпрацював з видатними інструментальними музикантами - також професорами Музичної академії в Кракові. Це: Казімеж Мошинський - флейта, Анджей Годек - кларнет, Анджей Чеховський - тромбон, Мирослав Плоскі - валторна, Галина Ярчик - скрипка, Міхал Полторак - скрипка, Беата Плоська - альт, Міхал Кіска - віолончель, Міхал Кіска - віолончель Славек Берні - ударні та Конрад Мастило - фортепіано.
18 березня 2019 року його поховали на новому єврейському цвинтарі в Кракові. Похорони провели головний рабин Польщі Майкл Шудріх та Еліезер Гурарі, хасидський рабин руху Хабад-Любавич. У ньому взяли участь, серед інших, голова краківської єврейської громади Тадеуш Якубович, старший архієпископ, кардинал Станіслав Дзівіш, протоієрей церкви Святої Марії, отець Даріуш Рась, сенатор Єжи Федорович, Януш Макуч, Яцек Циган та Дон Василь.

## Нотні публікації
- Leopold Kozłowski, Jacek Cygan. Najpiękniejsze pieśni i piosenki żydowskie. Kraków: Wydawnictwo Austeria, 2006. — 80 s.